# Jorge Pinto Rodríguez
Jorge Manuel Pinto Rodríguez (La Serena, 18 de diciembre de 1944) es un profesor e historiador chileno, ganador del Premio Nacional 2012, conocido principalmente por sus trabajos sobre historia fronteriza y social, y demografía histórica.

## Biografía
Jorge Pinto Rodríguez nació el 18 de diciembre de 1944 en la ciudad de La Serena. Pasó los primeros años de su vida en el pueblo de Punitaqui, partiendo más tarde a Antofagasta, donde cursó sus estudios de Humanidades en el Liceo de Hombres de dicha ciudad. Es Profesor de Estado en Historia, Geografía y Educación Cívica de la Universidad de Chile, Sede Valparaíso, siendo alumno allí de grandes historiadores nacionales tales como Mario Góngora y Sergio Villalobos, del cual fue su Ayudante de Cátedra. Posteriormente, obtiene el Ph.D en Historia en la Universidad de Southampton, Inglaterra.
Sus líneas de investigación inicialmente estaban centradas en la historia colonial, principalmente en la zona del Norte Chico, pero después su obra se enfocó en la línea de la historia social y fronteriza. Actualmente, es académico e investigador del Departamento de Ciencias Sociales de la Universidad de La Frontera, en Temuco, institución de la cual forma parte desde 1983.

## Trayectoria
Pinto ha sido profesor de numerosas universidades, tales como la de La Frontera, de La Serena, de Santiago, UdeC, UACh, de Valparaíso, tanto en programas de pregrado como Magíster y Doctorado. Asimismo, como investigador ha sido partícipe en el extranjero de estudios de la Universidad Michel de Montaigne Bordeaux III, Instituto de Estudios Latinoamericanos de la Universidad de Londres, Universidad Complutense de Madrid, entre otras universidades europeas y latinoamericanas.
En Chile, ha liderado 8 proyectos de investigación al alero de CONICYT, además de ser coinvestigador de otros 4 proyectos en conjunto con la ya mencionada entidad. Tiene una producción científica prolífica, la que suma más de cien publicaciones entre libros, artículos, prólogos y reseñas, muchas de las cuales han sido además publicadas en el extranjero.
Es integrante de sociedades científicas de Inglaterra, Estados Unidos, Argentina y Chile, las cuales están relacionadas al ámbito de la Historia Económica e Historia Latinoamericana.
Está casado con Julia Cornejo y tiene dos hijos.

## Premios y distinciones
- Premio Nacional de Historia de Chile, 2012
- Beca Americanista, otorgada por el Ministerio de Asuntos Exteriores de España, 1992.
- El año 2002 fue homenajeado por la Asociación Chileno-Argentina de Estudios Históricos e Integración Cultural, destacando su rol como el historiador chileno más proactivo en la producción intelectual e integración entre los dos países.
- Medalla a la Trayectoria, recibida por parte de la Universidad de La Frontera, 2010.

## Obras

### Libros
- La población del Norte Chico en el siglo XVIII (1979)
- Informes de Miguel José de Lastarria sobre los trabajadores de las minas de azoque de Puntaqui, 1978, (1980)
- La población del Norte Chico en el siglo XVIII: Crecimiento y distribución en una región minero-agrícola de Chile, 1980.
- Las minas de azogue de Punitaqui. Estudio de una faena minera de fines del siglo XVIII (1981)
- Dos estudios de la población chilena en el siglo XVIII. Distribución, crecimiento regional y tamaño de la familia (1981)
- La Serena colonial, la ciudad y sus valles hace dos siglos (1983)
- Dr. Joseph de la Sala. Visita general de la Concepción y su obispado por fray Pedro Ángel de Espiñeira, su meritísimo prelado (1765-1769) (1986)
- Misioneros en la Araucanía 1600-1900: Un capítulo de historia fronteriza en Chile (1990)
- Misticismo y violencia en la temprana evangelización de Chile (1991)
- Araucanía y pampas: un mundo fronterizo en América del Sur (1996)
- De la inclusión a la exclusión. La formación del Estado y la nación, y el pueblo mapuche (2000)
- Historia de la Universidad de La Frontera (2002)
- La formación del Estado y la nación y el pueblo mapuche. De la inclusión a la exclusión, Dirección de Bibliotecas, Archivos y Museos, Santiago, 2003 (2ª edición del libro anterior, corregida y ampliada).
- La población de La Araucanía en el siglo XX. Crecimiento y distribución espacial (2009)
- Los censos chilenos en el siglo XX (2010)
- Chile, una economía regional en el siglo XX, la Araucanía, 1900-1960 (2012).
- Conflictos étnicos, sociales y económicos: Araucanía, 1900-2014 (escrito junto con Igor Goicovic Donoso) (2015)
- Tras las huellas de los paraísos artificiales: Mineros, campesinos y vida cotidiana en el Norte Chico (2015)
- La Araucanía: Cinco siglos de historia y conflictos no resueltos (2021)

### Artículos
- Los Cinco Gremios Mayores de Madrid y el comercio colonial en el siglo XVIII (1991)
- La fuerza de la palabra: Evangelización y resistencia indígena (siglos XVI y XVII) (1993)
- Jesuitas, franciscanos y capuchinos italianos en La Araucanía (1600-1900) (1993)
- Al final de un camino: El mundo fronterizo en Chile en tiempos de Balmaceda (1860-1900) (1996)
- Censos e imaginarios en Chile en el siglo XX (2003)
- Amotinados, abigeos y usurpadores: Una mirada regional acerca de las formas de violencia en Osorno (1821-1931) (2008)
- Patrick Puigmal. ¡Diablos, no pensaba en Chile hace tres años! Cartas inéditas sobre la Independencia de Chile, Argentina y Perú (1817-1825) (2008)
- Proyectos de la élite chilena del siglo XIX (2008)
- Fabián Almonacid Zapata. La agricultura chilena discriminada (1910-1960): Una mirada de las políticas estatales y el desarrollo sectorial desde el sur (2011)
- Ganadería y empresarios ganaderos de la Araucanía (1900-1960) (2011)
- El conflicto Estado-Pueblo mapuche (2012)
- El parlamento de Coz Coz y la marcación de Painemal: Un giro en la relación de la sociedad chilena con el pueblo mapuche (1907-1913) (2012)
- De la dictadura a la democracia, ¿hacia dónde  transitamos en Chile entre 1970 y 2017? (2017)
- Estados en crisis: Agudización de los conflictos étnicos-sociales en América Latina (1980-2016) (2017).
- Memorias de un Historiador Mirando al Norte. Su tierra, su pasión por la historia y su militancia política (2022).